# テトラバエナ科
テトラバエナ科 (Tetrabaenaceae) とは、クラミドモナス目に属する1科。
テトラバエナ科は、タイプ属のテトラバエナ属 (Tetrabaena) と Basichlamys 属で構成されている。それぞれの属に属する種はシアワセモ (Tetrabaena socialis) と Basichlamys sacculifera のみであり、テトラバエナ科に属するのはこの2種のみである。シアワセモの記載は1841年、B. sacculifera の記載は1904年と古いが、現在の学名と分類になったのは1994年と比較的最近である。